# 물 위의 번개
《물 위의 번개》(Lightning Over Water)는 독일(구 서독)에서 제작된 빔 벤더스 감독의 1980년 영화이다. 게리 바만 등이 주연으로 출연하였고 피에르 코트렐 등이 제작에 참여하였다.

## 출연

### 주연
- 게리 바만
- 로니 블랙클리
- 피에르 코트렐

### 조연
- 스테판 크자프스키
- 톰 파렐
- 벡키 존스톤
- 에드워드 래크먼
- 크레이그 넬슨
- 니콜라스 레이
- 마틴 샤퍼
- 크리스 시버니치
- 빔 벤더스

## 기타
- 협력프로듀서: 로리 프랭크